# Ngày Julius
là ngày Julius

2460756.7402778
[]
Ngày Julius hoặc số ngày Julius (viết tắt theo tiếng Anh là JDN) là số ngày đã trôi qua kể từ 12 giờ trưa Giờ Greenwich (UT) của thứ hai, ngày 1 tháng 1, năm 4713 TCN trong lịch Julius đón trước (tức là 24 tháng 11, 4714 TCN trong lịch Gregory đón trước, cũng là ngày Julius 0).
Hệ thống ngày Julius thường được dùng trong thiên văn học để thống nhất mọi sự kiện thiên văn, miêu tả bởi nhiều hệ thống lịch khác nhau, vào một hệ thống ngày duy nhất.

## Niên kỷ Julius
Niên kỷ Julius (viết tắt theo tiếng Anh là JD) là số ngày Julius cộng với phần thập phân của ngày đã trôi qua kể từ 12 giờ trưa.
Trong khi số ngày Julius là số nguyên thì niên kỷ Julius là số thực, cộng thêm giờ, phút và giây, quy đổi ra phần thập phân của ngày.

## Ví dụ
- Ngày 1 tháng 1 năm 2000 trong lịch Gregory (lịch mà chúng ta sử dụng trong đời sống hiện nay) là ngày Julius số 2.451.545. Như vậy cũng có thể tính số ngày Julius bằng việc tính số ngày đã trôi qua kể từ 1 tháng 1 năm 2000, cộng thêm 2.451.545.
- 09:17, 20 tháng 6 2005 (UT), thời điểm bài viết này được tạo ra là niên kỷ Julius số 2.453.541,88681.

## Cách tính
Số ngày Julius có thể tính bởi các công thức sau, sử dụng năm thiên văn (1 TCN là 0, 2 TCN là −1, 4713 TCN là −4712):
a = [(14 - tháng)/ 12]
y = năm + 4800 - a
m= tháng + 12a - 3
Chuyển một ngày trong lịch Gregory (giữa trưa) ra số ngày Julius:
JDN = ngày + [(153m + 2)/5] + 365y + [y/4] - [y/100] + [y/400] - 32045
Chuyển một ngày trong lịch Julius (giữa trưa) ra số ngày Julius:
JDN= ngày + [(153m + 2)/5] + 365y + [y/4] - 32083
Trong các công thức trên [x/y] là phần nguyên của phép chia x/y.
Tính niên kỷ Julius, thêm giờ, phút, giây theo UT:
JD= JDN + (giờ - 12)/24 + phút/1440 + giây/86400
Ngày trong tuần có thể tìm thấy từ số ngày Julius bằng việc tìm số dư trong phép chia cho 7, với 0 nghĩa là thứ 2.
| JD mod 7        | 0     | 1     | 2     | 3     | 4     | 5     | 6        |
| Ngày trong tuần | Thứ 2 | Thứ 3 | Thứ 4 | Thứ 5 | Thứ 6 | Thứ 7 | Chủ nhật |

## Lịch sử
Số ngày Julius đã được dựa trên chu kỳ Julius đề xuất bởi Joseph Scaliger năm 1583, vào thời lịch Gregory mới xuất hiện:
15 (chu kỳ Thập Ngũ) × 19 (chu kỳ Meton) × 28 (chu kỳ Mặt Trời) = 7980 năm
Ngày khởi nguyên của chu kỳ này là lần cuối cùng cả ba chu kỳ ở năm đầu tiên — Scaliger chọn thời điểm khởi nguyên này vì nó xuất hiện sớm hơn mọi sự kiện lịch sử và thiên văn đã biết thời đó. Scailger chọn tên Julius vì nó hợp với tên lịch Julius đang sử dụng thời ông.
Trong quyển Outlines of Astronomy, xuất bản lần đầu năm 1849, nhà thiên văn John Herschel đã viết:
Năm đầu tiên của chu kỳ Julius, cũng là năm số 1 của 3 chu kỳ thành phần, là vào năm 4713 TCN, và giữa trưa ngày 1 tháng 1 của năm đó, đối với kinh tuyến đi qua Alexandria, là thời điểm khởi nguyên, để xác định các sự kiện lịch sử, bằng việc tính số nguyên ngày giữa thời điểm khởi nguyên và giữa trưa (đối với Alexandria) của ngày. Thiên đỉnh của Alexandria được chọn vì Ptolemy đã dựa vào nó khi đề xuất kỷ nguyên Nabonassar, cơ sở của mọi tính toán của ông.
Các nhà thiên văn đã chọn ngày Julius của Herschel vào cuối thế kỷ 19, nhưng chọn kinh tuyến Greenwich thay cho Alexandria, sau khi Greenwich được chọn làm kinh tuyến gốc bởi một hội nghị quốc tế năm 1884.
Ngày Julius bắt đầu vào giữa trưa vì vào thời Herschel đề xuất nó, các ngày trong thiên văn học đều bắt đầu vào giữa trưa. Việc chọn thời điểm giữa trưa để bắt đầu tính ngày đã có từ thời Ptolemy. Ông đã chọn giữa trưa vì Mặt Trời đi qua kinh tuyến của người quan sát luôn vào cùng thời điểm trong mọi ngày quanh năm, khác với thời điểm Mặt Trời mọc hay Mặt Trời lặn có thể thay đổi tùy mùa đến vài giờ. Giữa đêm đã không được chọn vì nó đã không thể được tính chính xác nếu chỉ dùng đồng hồ nước. Hơn nữa, nếu ngày bắt đầu từ giữa trưa, các quan sát trong đêm có thể chỉ cần ghi vào một ngày, vì cả buổi đêm nằm gọn trong một ngày (các quan sát trong đêm của Ptolemy đều phải ghi hai ngày, theo ngày Ai Cập, bắt đầu từ rạng đông, và ngày Babylon, bắt đầu lúc hoàng hôn). Việc chọn mốc giữa trưa được dùng cho nhiều quan sát thiên văn đến tận năm 1925.